# Angels of Distress
Angel of Distress è il secondo album in studio degli Shape of Despair, pubblicato nel 2001.

## Tracce
1. Fallen – 6:09
2. Angels of Distress – 9:43
3. Quiet These Paintings Are – 14:40
4. ...To Live for My Death... – 17:22
5. Night's Dew – 7:00

## Formazione
- Jarno Salomaa – chitarra, sintetizzatore
- Tomi Ullgren – basso, chitarra
- Natalie Koskinen – voce femminile
- Samu Ruotsalainen – batteria
- Pasi Koskinen – voce growl e clean
- Toni Reahalme – violino